# Kulturåret 1718

## Födda
- 18 februari - Søren Abildgaard (död 1791), dansk konstnär och tecknare.
- 5 juni - Thomas Chippendale (död 1779), engelsk möbeldesigner och möbeltillverkare.
- 15 juli - Alexander Roslin (död 1793), svensk porträttmålare.
- 15 september - François Thomas Marie de Baculard d'Arnaud (död 1805), fransk författare.
- 25 oktober - Reinhold Angerstein (död 1760), svensk metallurg, ämbetsman och företagare.
- 28 november - Hedvig Charlotta Nordenflycht (död 1763), svensk författare.
- okänt datum - John Cennick (död 1755), engelsk predikant och psalmförfattare.
- okänt datum - Anders Odel (död 1773), svensk politiker och diktare.
- okänt datum - Eric Adolph Printzensköld (död 1791), svensk ryttmästare och en av Kungliga Musikaliska Akademiens stiftare.

## Avlidna
- 9 december - Vincenzo Maria Coronelli (född 1650), italiensk historiker och geograf.
- okänt datum - Nicholas Rowe (född 1674), engelsk dramatiker och poet.
- okänt datum - Håkan Ekman (född omkring 1655), svensk psalmförfattare.
- okänt datum - Claude Guilmois de Rosidor (född 1660), fransk skådespelare och direktör för ett kringresande teatersällskap.